# G2 AL 1040 à 1100 et 1251 à 1291
Lors de la constitution, dans l'urgence, de son effectif de locomotives à vapeur en 1871, la nouvelle administration, dénommée Direction générale impériale des chemins de fer d'Alsace-Lorraine se tourna vers divers constructeurs et compagnies de chemins de fer allemands. Ces 14 petites séries de machines destinées à la remorque des trains de marchandises (Güterzuglokomotiven) de disposition d'essieu 030, très disparates seront regroupées en 1906 sous l'appellation générale G2. Ceci probablement pour les différencier des G1 qui, si elles ont une disposition d'essieu identique, sont toutes d'origine autrichienne.
Parmi celles-ci, on remarquera les G2 1108 à 1150 et les G2 1158 à 1211 (futures : G2 1257 à 1291 ) qui forment une série homogène, premier essai de standardisation d'une machine pour ce réseau. Lors du passage à la numérotation de 1912, certaines machines seront reclassées et porteront des numéros qui suivront ceux des G3 AL 1215 à 1248 plus récentes.

## Genèse
Au total, ce sont plus de deux cents locomotives qui seront ainsi fournies à l'EL entre 1871 et 1873. Le réseau ferroviaire d'Alsace-Lorraine (AL), à sa création, comptait près de trente G2 parmi son effectif, dont la dernière, la 1289, fut réformée près de 60 ans après sa mise en service.
Le groupe des G2 s'est constitué à partir des séries suivantes :
- C4 n° 78 à 81 puis G2 1040 à 1042 en 1906 construites par la société Strousberg à Berlin en 1870. Elles furent réformées entre 1908 et 1909
- C5 n° 82 à 96 puis G2 1043 à 1047 en 1906 du type « Bourbonnaise », construites pour la Compagnie du chemin de fer Paris-Lyon-Méditerranée où elles devaient porter les n° 1929 à 1938 par l'EMBG à Graffenstaden en 1870-1871. Elles furent réquisitionnées par les autorités et modifiées (forme de l'abri entre autres) pour circuler sur le réseau de l'EL. Les dernières machines ont été réformées entre 1906 et 1909
- C6 n° 97 à 100 puis G2 1048 en 1906 construites en 1870 par Schwartzkopff à Berlin, achetées à la Ligne de chemin de fer Berlin-Potsdam-Magdebourg. Version prussienne des « Bourbonnaises ». La G2 1048, ex-97, dernière du lot fut réformée en 1908
- C7 n° 105 à 124 puis G2 1049 à 1068 en 1906 construites par la société Wöhlert à Berlin en 1872. De 1894 à 1900, elles reçurent de nouvelles chaudières timbrées à 10 kg/cm2 avec un foyer normal prussien. Cela permit à ces machines de n'être réformées qu'entre 1910 et 1915 avec la 1062 qui est restée en Allemagne après la Première Guerre mondiale et la 1068 qui ne sera réformée, elle, qu'en 1932
- C8 n° 125 à 134 puis G2 1069 à 1077 en 1906 construites par la Maschinenbau Gesellschaft de Karlsruhe en 1871 d'après un modèle badois. Elles furent réformées entre 1909 et 1915
- C9 n° 135 à 144 puis G2 1078 à 1087 en 1906 construites par Schwartzkopff à Berlin en 1871, destinées à la Magdeburg-Halberstädter Eisenbahngesellschaft, Compagnie des chemins de fer de Magdebourg à Haberstadt (MHE). Elles furent réformées de 1909 à 1911
- C10 n° 145 à 174 puis G2 1088 à 1107 en 1906 puis G2 1088 à 1100 et 1251 à 1256 en 1912 construites par la société Vulkan Werke à Stettin en 1872. Elles furent réformées progressivement entre 1911 et 1917 pour la plupart. Cependant en 1925, il en restait encore dix à l'effectif de l'AL. La dernière éteindra ses feux en 1928

- C11 n° 268 à 279 et 343 puis en 1906 G2 1108 à 1120 et après reclassement en 1912 G2 1257 et 1258. Première série construite directement pour l'EL par la société G.Egestorff à Linden en 1873. La plupart furent réformées entre 1910 et 1912. Seules les G2 1110 et G2 1120 (futures : G2 1257 et G2 1258) seront conservées après 1912. La G2 1257 sera amortie en 1920
- C12 n° 280 à 297 puis en 1906 G2 1121 à 1138 et en 1912 G2 1259 à 1263, identiques à la série C11, construites par l'EMBG à Graffenstaden en 1873. Les cinq machines restantes en 1912 furent réformées en 1925
- C13 n° 298 à 309 puis en 1906 G2 1139 à 1150 et en 1912 G2 1264 à 1267, identiques aux précédentes, construites par la Maschinenbau Gesellschaft de Karlsruhe en 1873. Toutes furent réformées entre 1908 et 1915 sauf la G2 1266 qui le sera en 1921 et la G2 1264 qui sera la dernière en 1925)
- C17 n° 335 à 340 puis G2 1151 à 1155 en 1906 construites par la société Carels à Gand en 1873-1874 pour la Rheinische Eisenbahngesellschaft (compagnie des chemins de fer rhénans). Elles seront réformées entre 1888 et 1913
- C18 n° 344 à 346 puis G2 1156 à 1157 en 1906 construites par Maffei à Munich en 1872. Ces machines provenaient de la Bayerische Ostbahn (machines n°637 à 639). Elles furent réformées entre 1908 et 1910
- C19 n° 371 à 410 puis en 1906 G2 1158 à 1197 et en 1912 G2 1269 à 1281, identiques aux C11 et C12, construites par la société Henschel à Cassel en 1874. Elles seront modernisées entre 1905 et 1907. Treize machines survivantes furent immatriculées en 1912 et les dernières furent réformées en 1921
- C20 n° 411 à 424 puis en 1906 G2 1198 à 1211 et en 1912 G2 1282 à 1291, identiques à la série précédente, construites par l'EMBG à Graffenstaden en 1873 et amorties entre 1915 et 1932 pour les dernières.

## Description
Ces machines à trois essieux accouplés avaient un moteur à deux cylindres extérieurs à simple expansion. Elles avaient une distribution intérieure de type « Stephenson » et le foyer était du type « Belpaire ». Leurs chaudières, à l'origine timbrées à 8 kg/cm2, furent remplacées par des chaudières de type « prussien » timbrées à 10 kg/cm2 à partir de 1905 pour certaines.

## Caractéristiques
- C11 à C13, C19 et C20
  - Pression de la chaudière : 8 à 10 kg/cm2 (modification à partir de 1905 pour certaines)
  - Diamètre des cylindres : 610 mm
  - Diamètre des roues motrices : 1 300 mm
  - Masse en ordre de marche : ?
  - Longueur hors tout : ?
  - Vitesse maxi en service : 45 km/h